# Matnah, Syria
Matna, Hama (tiếng Ả Rập: متنا) là một ngôi làng Syria nằm ở phó huyện Masyaf ở huyện Masyaf, Hama. Theo Cục Thống kê Trung ương Syria (CBS), Matna, Hama có dân số 489 trong cuộc điều tra dân số năm 2004.